# Tornion Pallo 47
Maillots
Le Tornion Pallo 47 (TP-47) est un club de football finlandais basé à Tornio.

## Historique
- 1947 : fondation du club

## Palmarès
- Championnat de Finlande de football D2
  - Champion : 2003